# Dactylolabis denticulata
Dactylolabis denticulata là một loài ruồi trong họ Limoniidae. Chúng phân bố ở miền Cổ bắc.